# Cyanocorax
Cyanocorax Boie, 1826 è un genere di uccelli passeriformi della famiglia dei Corvidi.

## Etimologia

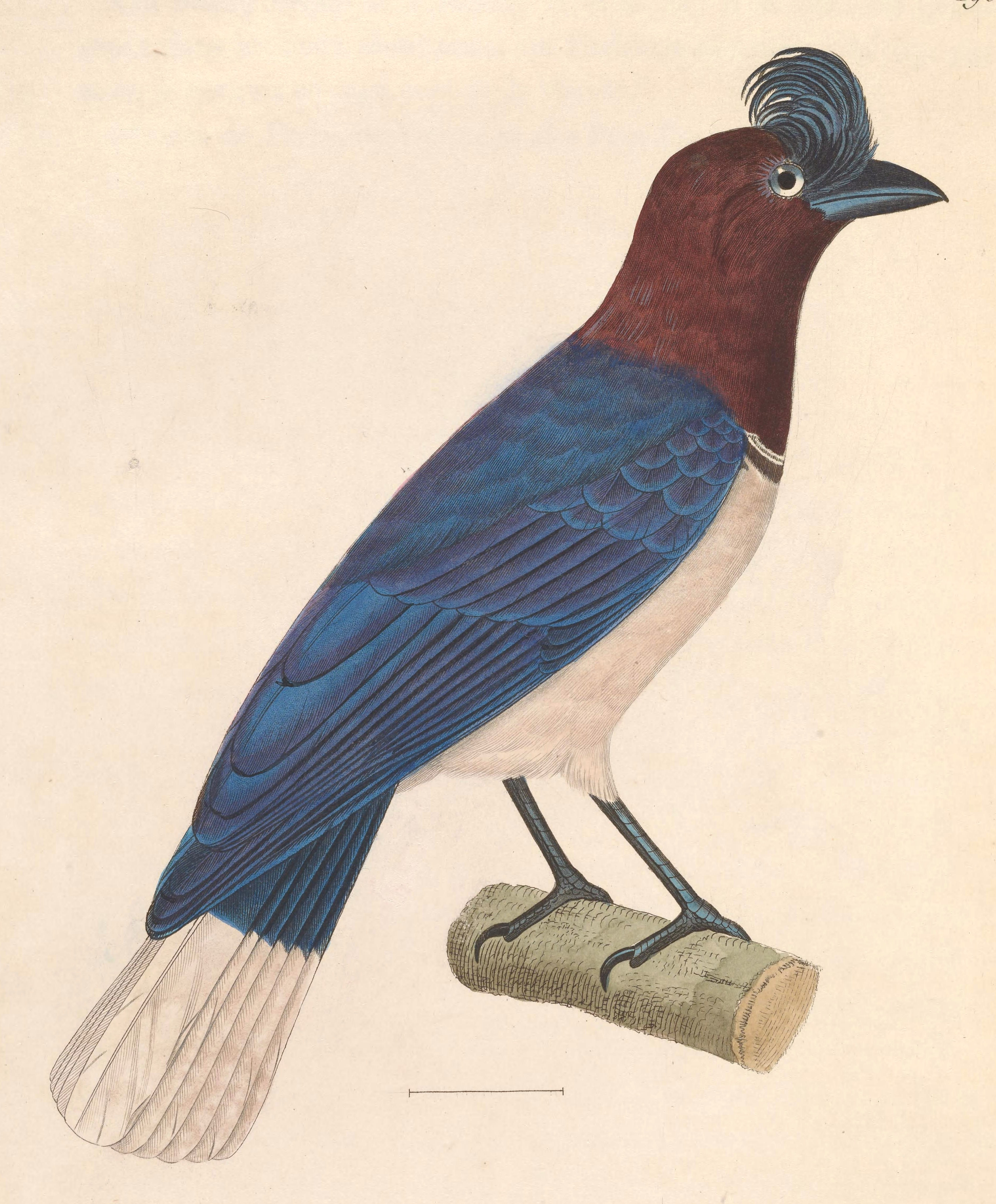
C. cristatellus.

Il nome scientifico del genere, Cyanocorax, deriva dall'unione delle parole greche κυανος (kyanos/kuanos, "ciano") e κοραξ (korax, "corvo"), col significato di "corvo blu", in riferimento alla livrea della stragrande maggioranza delle specie ascritte.

## Descrizione
Al genere vengono ascritti uccelli di dimensioni che spaziano dai 25 cm delle specie più piccole ai 38-40 di quelle di dimensioni maggiori.

L'aspetto delle specie ascritte al genere ricorda quello delle ghiandaie eurasiatiche e delle gazze, slanciato e robusto: questi uccelli sono infatti muniti di testa ovale e allungata, munita di becco forte e conico dall'estremità lievemente adunca, grandi occhi, penne della fronte erettili (in alcune specie leggermente allungate, a formare una piccola cresta a spazzola che l'animale erge in caso di eccitazione, azione questa non di rado accompagnata da rumorosi ed aspri richiami), lunghe ali digitate, coda allungata (in alcune specie quanto il corpo) e dalla punta arrotondata, forti zampe artigliate.
La colorazione varia a seconda della specie: in linea di massima, la testa ed il petto sono neri (non di rado con presenza di aree di pelle nuda e colorata sotto gli occhi), il dorso, le ali e la coda sono di colore nero o blu e l'area pettorale e ventrale è di colore più chiaro, sebbene non manchino le specie in cui il corpo presenta colore uniforme.

## Biologia

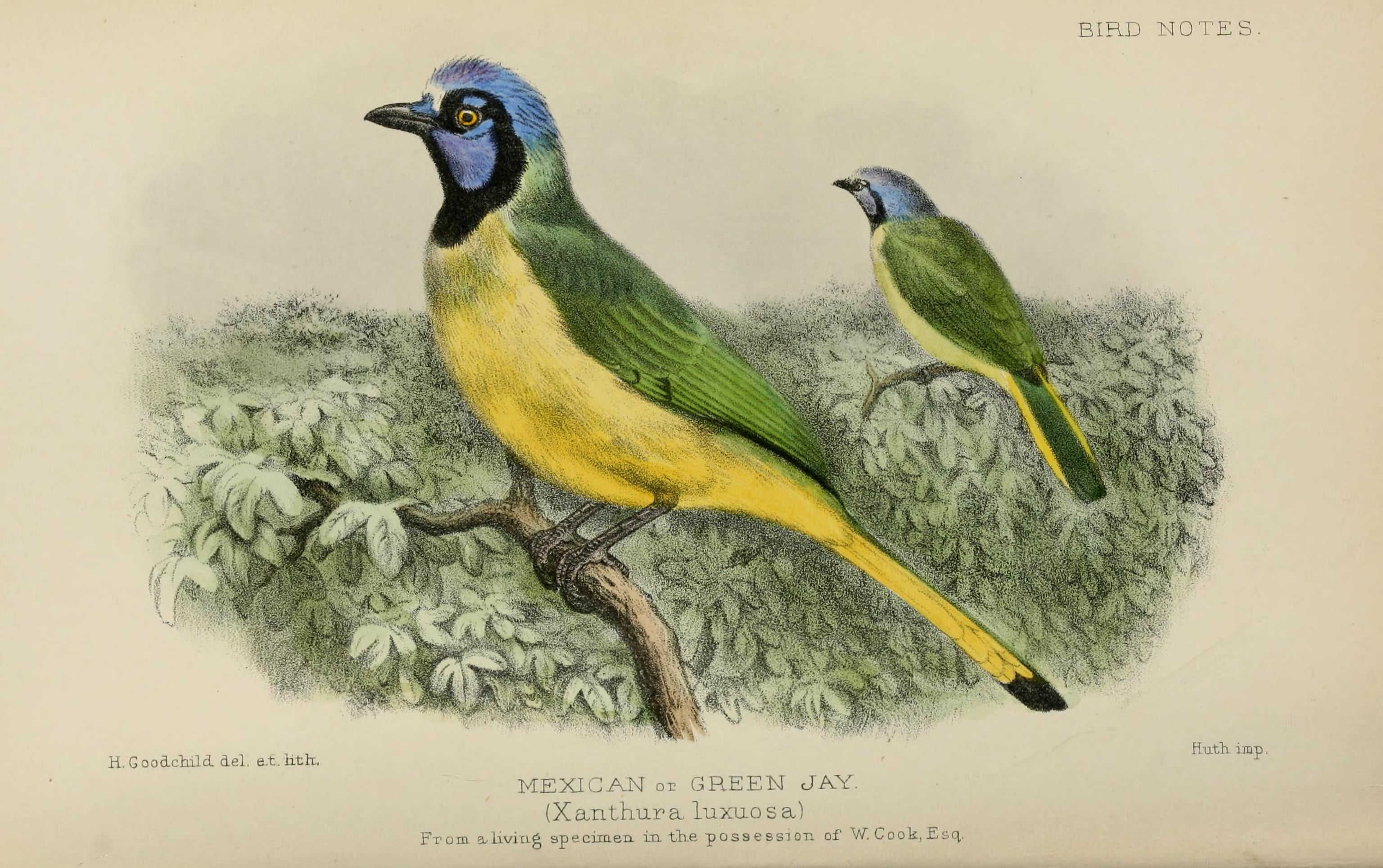
C. luxuosus.

Al genere vengono ascritte specie dalle abitudini di vita essenzialmente diurne, che vivono in piccoli gruppi generalmente a base familiare e passano la maggior parte della propria giornata alla ricerca di cibo (costituito da alimenti sia di origine animale che vegetale, con lieve preferenza per i secondi) indifferentemente al suolo o fra i rami di alberi e cespugli.
Si tratta di uccelli monogami, che si riproducono durante la prima metà dell'anno. Le coppie in riproduzione collaborano in tutte le fasi dell'evento riproduttivo: costruzione del nido a coppa fra la vegetazione arborea (utilizzando rametti e fibre vegetali e foderando l'interno con materiale più soffice), cova (con la femmina che si occupa di incubare materialmente le uova, mentre il maschio si occupa di reperire il cibo e di tenere a bada i dintorni) e delle cure parentali verso i nidiacei, che schiudono ciechi e quasi completamente nudi. A quest'ultima operazione, in alcune specie, collaborano anche altri adulti dello stormo d'appartenenza dei genitori, generalmente figli di covate precedenti non riprodottisi in quell'occasione.

## Distribuzione e habitat
Il genere ha distribuzione neotropicale: le numerose specie occupano, generalmente in parapatria, un vastissimo areale che va dal sud del Texas e dal Messico nord-occidentale a sud fino al Paraguay e al nord dell'Argentina, vivendo in un vasto range di aree alberate che va dalla foresta arida e semiarida alla foresta pluviale secondaria.

## Tassonomia
Al genere vengono ascritte 17 specie:
| - Genere Cyanocorax - Cyanocorax melanocyaneus (Hartlaub, 1844) - ghiandaia cespugliosa - Cyanocorax sanblasianus (Lafresnaye, 1842) - ghiandaia di San Blas - Cyanocorax yucatanicus (Dubois, 1875) - ghiandaia dello Yucatan - Cyanocorax beecheii (Vigors, 1829) - ghiandaia dorsopurpureo - Cyanocorax violaceus Du Bus de Gisignies, 1847 - ghiandaia violacea - Cyanocorax caeruleus (Vieillot, 1818) - ghiandaia cerulea - Cyanocorax cyanomelas (Vieillot, 1818) - ghiandaia viola - Cyanocorax cristatellus (Temminck, 1823) - ghiandaia crestariccia - Cyanocorax dickeyi Moore, 1935 - ghiandaia dal ciuffo - Cyanocorax affinis Pelzeln, 1856 - ghiandaia pettonero - Cyanocorax mystacalis (de Sparre, 1835) - ghiandaia codabianca - Cyanocorax cayanus (Linnaeus, 1766) - ghiandaia della Caienna - Cyanocorax heilprini Gentry, 1885 - ghiandaia nucazzurra - Cyanocorax chrysops (Vieillot, 1818) - ghiandaia felpata - Cyanocorax cyanopogon (Wied-Neuwied, 1821) - ghiandaia nucabianca - Cyanocorax luxuosus (Lesson, 1839) - ghiandaia verde - Cyanocorax yncas (Boddaert, 1783) - ghiandaia inca | - C. cayanus. - C. cyanomelas. - C. cyanopogon. - C. yucatanicus. |

Alcuni autori accorperebbero al genere anche l'affine ghiandaia bruna, tuttavia attualmente si ritiene più corretta la sua ascrizione a un proprio genere monotipico.

Le specie C. yucatanicus, C. sanblasianus, C. melanocyaneus e C. beecheii, diffuse in America Centrale e molto simili fra loro, vengono classificate da alcuni autori in un proprio sottogenere (o addirittura genere), Cissilopha.
Nell'ambito della famiglia dei corvidi, il genere Cyanocorax occupa un clade assieme proprio a Psilorhinus e al suo sister taxon Calocitta.